# Nymphon tanypalpes
Nymphon tanypalpes är en havsspindelart som beskrevs av Child, C.A. 1988. Nymphon tanypalpes ingår i släktet Nymphon och familjen Nymphonidae. Inga underarter finns listade i Catalogue of Life.